# Уманец, Нина Дмитриевна
Ни́на Дми́триевна Ума́нец (1 мая 1956, Юрковка, Тульчинский район, Винницкая область, Украинская ССР, СССР) — советская гребчиха, серебряный призёр Олимпийских игр. Заслуженный мастер спорта СССР (1978).

## Карьера
На Олимпиаде в Москве Нина в составе восьмёрки выиграла серебряную медаль.
Четырёхкратная чемпионка мира и серебряный призёр чемпионата.